# SGML-entitás
Az SGML jelölőnyelvben és az SGML-t használó, vagy abból származó nyelvekben (pl. HTML, XML) entitásnak nevezzük a dokumentumhoz rendelt, névvel ellátott adatokat, vagy magát a név nélküli dokumentumot.
Egy entitás jellemzően egy vagy több karakter sorozatából áll. Az elnevezett entitásokra a dokumentumban tetszőleges számban lehet hivatkozni, hasonló módon, mint a több programozási nyelvben is használatos makrókra.

## Entitás típusok
Láthatóság szerint
- Az entitás általános, ha az entitásra a dokumentumban bárhol lehet hivatkozni.
- Az entitás paraméter típusú, ha csak a DTD-n belül lehet rá hivatkozni.

Forrás alapján
- A belső entitások deklarációja magában a DTD-ben szerepel.
- A külső entitások adatait egy külső fájl tartalmazza.

Értelmezhetőség alapján
- Az értelmezhető entitások olyan szöveges információkat tartalmaznak, melyek hivatkozáskor a dokumentum részévé válnak, és a feldolgozás során az értelmező elemzi őket. Egy paraméter típusú entitás csak értelmezhető lehet.
- A nem értelmezhető entitások bármilyen nyers adatot tartalmazhatnak. A használó alkalmazás csupán az entitás meglétét ellenőrzi, de a tartalmát nem elemzi, még akkor sem, ha az szöveges típusú.

## Szintaxis
Az entitásokat a dokumentumhoz tartozó dokumentumtípus-definícióban deklarálhatjuk. Példák:
```
<!ENTITY valami "Valami">
```

Belső általános entitás, aminek a neve "valami", és a "Valami" szöveget tartalmazza.
```
<!ENTITY Eacute CDATA "
&
#201;">
```

Belső általános entitás, aminek a neve "Eacute", és az "É" betűt tartalmazza.
```
<!ENTITY % adat "file:///adat.txt">
```

Külső paraméter entitás, aminek a neve "adat", és az értékét az "adat.txt" állomány tartalmazza.
A paraméter entitásokra a DTD-n belül "%" és ";" jelek között hivatkozhatunk, míg az általánosakra az egész dokumentumban "&" és ";" jelek között:
```
<!ENTITY ValamiAdat "&valami; adat: %adat;">
```

## Karakter entitások
Egy általános SGML dokumentum kódolása csak a 7 bites ASCII kódkészletet használhatja. Konkrét alkalmazások ezt definiálhatják másképp (pl. a HTML alapértelmezett kódolásként a nyugat-európai 8 bites ISO-8859-1 kódolást használja), de egy általános SGML dokumentumnak is biztosítania kell a nemzetközi karakterek kezelését.
Entitások használata nélkül egy tetszőleges Unicode karakterre annak UCS kódjával hivatkozhatunk. A hivatkozás lehetséges decimális számmal "&#" és ";" jelek között vagy hexadecimálisan "&#x" és ";" jelek között.
Az SGML számos nemzetközi betűhöz, nyomdai jelhez és egyéb karakterhez definiál entitásneveket. Köztük szerepel az összes magyar ékezetes betű is, illetve számos olyan nyomdai jel is, ami még a Unicode-ban sem szerepel (mint pl. az  ligatúra).

### A magyar ékezetes betűk SGML entitásai
| Betű | Entitás | UCS kód (decimális) | UCS kód (hexa) | Csoport | Unicode név                              |
| ---- | ------- | ------------------- | -------------- | ------- | ---------------------------------------- |
| á    | aacute  | 225                 | 00E1           | ISOlat1 | LATIN SMALL LETTER A WITH ACUTE          |
| Á    | Aacute  | 193                 | 00C1           | ISOlat1 | LATIN CAPITAL LETTER A WITH ACUTE        |
| é    | eacute  | 233                 | 00E9           | ISOlat1 | LATIN SMALL LETTER E WITH ACUTE          |
| É    | Eacute  | 201                 | 00C9           | ISOlat1 | LATIN CAPITAL LETTER E WITH ACUTE        |
| í    | iacute  | 237                 | 00ED           | ISOlat1 | LATIN SMALL LETTER I WITH ACUTE          |
| Í    | Iacute  | 205                 | 00CD           | ISOlat1 | LATIN CAPITAL LETTER I WITH ACUTE        |
| ó    | oacute  | 243                 | 00F3           | ISOlat1 | LATIN SMALL LETTER O WITH ACUTE          |
| Ó    | Oacute  | 211                 | 00D3           | ISOlat1 | LATIN CAPITAL LETTER O WITH ACUTE        |
| ö    | ouml    | 246                 | 00F6           | ISOlat1 | LATIN SMALL LETTER O WITH DIAERESIS      |
| Ö    | Ouml    | 214                 | 00D6           | ISOlat1 | LATIN CAPITAL LETTER O WITH DIAERESIS    |
| ő    | odblac  | 337                 | 0151           | ISOlat2 | LATIN SMALL LETTER O WITH DOUBLE ACUTE   |
| Ő    | Odblac  | 336                 | 0150           | ISOlat2 | LATIN CAPITAL LETTER O WITH DOUBLE ACUTE |
| ú    | uacute  | 250                 | 00FA           | ISOlat1 | LATIN SMALL LETTER U WITH ACUTE          |
| Ú    | Uacute  | 218                 | 00DA           | ISOlat1 | LATIN CAPITAL LETTER U WITH ACUTE        |
| ü    | uuml    | 252                 | 00FC           | ISOlat1 | LATIN SMALL LETTER U WITH DIAERESIS      |
| Ü    | Uuml    | 220                 | 00DC           | ISOlat1 | LATIN CAPITAL LETTER U WITH DIAERESIS    |
| ű    | udblac  | 369                 | 0171           | ISOlat2 | LATIN SMALL LETTER U WITH DOUBLE ACUTE   |
| Ű    | Udblac  | 368                 | 0170           | ISOlat2 | LATIN CAPITAL LETTER U WITH DOUBLE ACUTE |

Megjegyzés: Az SGML alkalmazásoknak nem kötelező használniuk az SGML karakter entitásokat. Hogy mit használnak, azt dokumentumonként a DTD határozza meg. Így pl. a HTML a 4.01-es verzióban nem támogatja a közép-európai csoportba (ISOlat2) tartozó betűket entitásnevek formájában, azonban ez áthidalható a numerikus hivatkozással vagy a HTML fejlécében beállítható alapértelmezett karakterkódolással.

## Külső hivatkozások
- Entity Management in SGML
- Document Type Definition
- SGML Character Names